# Sông Hamza
Sông Hamza (Rio Hamza) là tên gọi không chính thức, của một con sông ngầm ở Brasil, tổng chiều dài khoảng 6000 km. Nó được phát hiện bởi các nhà khoa học địa chất vào năm 2011. Sông này chảy theo hướng tây sang đông, ở độ sâu khoảng 4000 mét dưới bề mặt Trái Đất và theo gần như trùng với đòng của sông Amazon. Sông Hamza và sông là hai hệ thống cung cấp nước chính cho lưu vực Amon, dù sông Hamza chỉ có lưu lượng dòng chảy 3% của Amazon - khoảng 3000 mét khối mỗi giây. Sông này đã được phát hiện bởi một nhóm các nhà khoa học dẫn đầu bởi Valiya Hamza bằng cách sử dụng các dữ liệu địa nhiệt từ 241 giếng dầu không còn khai thác ở khu vực này, được khoan vào thập niên 1970 và 1980 bởi công ty dầu mỏ Petrobras. Sông Hamza đổ vào Đại Tây Dương, sâu dưới mặt đất, và có thể là nguồn gốc gây ra cho việc giảm độ mặn xung quanh cửa sông Amon. Các nhà khoa học giải thích rằng kết quả nghiên cứu mới chỉ là sơ bộ, và tính xác thực của sự tồn tại con sông ngầm này phải vài năm nữa mới được xác định rõ.
Tên sông Hamza được đặt theo nhà khoa học Valiya Mannathal Hamza, Đài quan sát quốc gia Brasil, người đã tiến hành nghiên cứu khu vực này trong nhiều thập kỷ.